# Cayo Guillermo
Cayo Coco è un'isola nella parte centrale di Cuba, nota per i suoi villaggi vacanze di lusso. Si trova nel comune di Morón, provincia di Ciego de Ávila, e fa parte dell'arcipelago detto Jardines del Rey.

## Storia
Scarsamente abitata da pescatori e produttori di carbone nei primi anni, l'isola divenne famosa negli anni '60 tra i pescatori. Il primo resort è stato costruito nel 1993 in un'epoca descritta dalla critica come "apartheid turistico", poiché i cittadini cubani non erano permessi sull'isola a meno che non lavorassero nei resort al servizio dei turisti o non avessero avuto altri permessi specifici. Tuttavia questa limitazione è stata revocata dopo il 2000 e i cubani che possono permettersi il trasporto automobilistico visitano spesso Playa Pilar sull'isola. Molti membri del personale che lavorano negli hotel viaggiano tra le città continentali di Morón e Ciego de Ávila.

## Turismo
L'isola è una destinazione turistica popolare. Una delle migliori spiagge del paese, Playa Pilar, si trova all'estremità occidentale di Cayo Guillermo. Questa spiaggia prende il nome dallo yacht di Ernest Hemingway, l'incrociatore di cabina Pilar. L'isola è lo sfondo dell'ultimo romanzo di Hemingway Isole nella corrente.
Un’altra opzione è Playa de El Paso, molto adatta per il suo grande numero di esercizi per fare attività come l’immersione. Un'altra spiaggia per rilassarti al sole è Playa del Medio, la più isolata delle tre e la meno affollata, ideale per rilassarti però senza stare lontano dai resort alberghieri.

## Trasporti
L'accesso all'isola è possibile attraverso l'Aeroporto Jardines del Rey (Aeropuerto Jardines del Rey) (IATA: CCC, ICAO: MUCC), nonché tramite una lunga strada rialzata dalla terraferma a Cayo Coco che porta a una seconda strada più breve per Cayo Guillermo, che collega i due cay.